# گورگن گن
گورگن شاهنازاری (گن) شاهنازاروف (ارمنی: Գուրգեն Շահնազարի Գեն (Շահնազարով)؛  زادهٔ ۱۸ دسامبر ۱۹۰۶ - درگذشته ۱۸ مارس ۱۹۸۰) بازیگر اهل ارمنستان بود. وی بین سال‌های ۱۹۲۷ تا ۱۹۸۰ میلادی فعالیت می‌کرد.

## زندگی‌نامه
وی در ۳۱ دسامبر [سبک قدیمی: ۱۸ دسامبر] ۱۹۰۶ در مسکو به دنیا آمد . وی در  تئاتر روسی استانیسلاوسکی ایروان فعالیت می‌کرد. وی همچنین برنده جوایزی همچون هنرمند مردمی ارمنستان شوروی (۱۹۵۴) و جایزه دولتی ارمنستان شوروی شد. وی در ۱۸ مارس ۱۹۸۰ در سن ۷۳ سالگی در ایروان درگذشت.

## گزیده فیلمشناسی
از فیلم‌ها یا برنامه‌های تلویزیونی که وی در آن نقش داشته‌است می‌توان به دختر دشت آرارات، من شخصا او را می‌شناسم، ترانه نخستین عشق، اشاره کرد.